# Trögerit
Trögerit ist ein sehr selten vorkommendes Mineral aus der Mineralklasse der „Phosphate, Arsenate und Vanadate“ mit der chemischen Formel (H3O)2[UO2|AsO4]2·6–8H2O und ist damit chemisch gesehen ein wasserhaltiges Oxonium-Uranyl-Arsenat.
Trögerit kristallisiert im tetragonalen Kristallsystem und entwickelt dünntafelige, glimmerartige Kristalle von zitronengelber Farbe, die bis zu einem Millimeter groß werden können.

## Etymologie und Geschichte

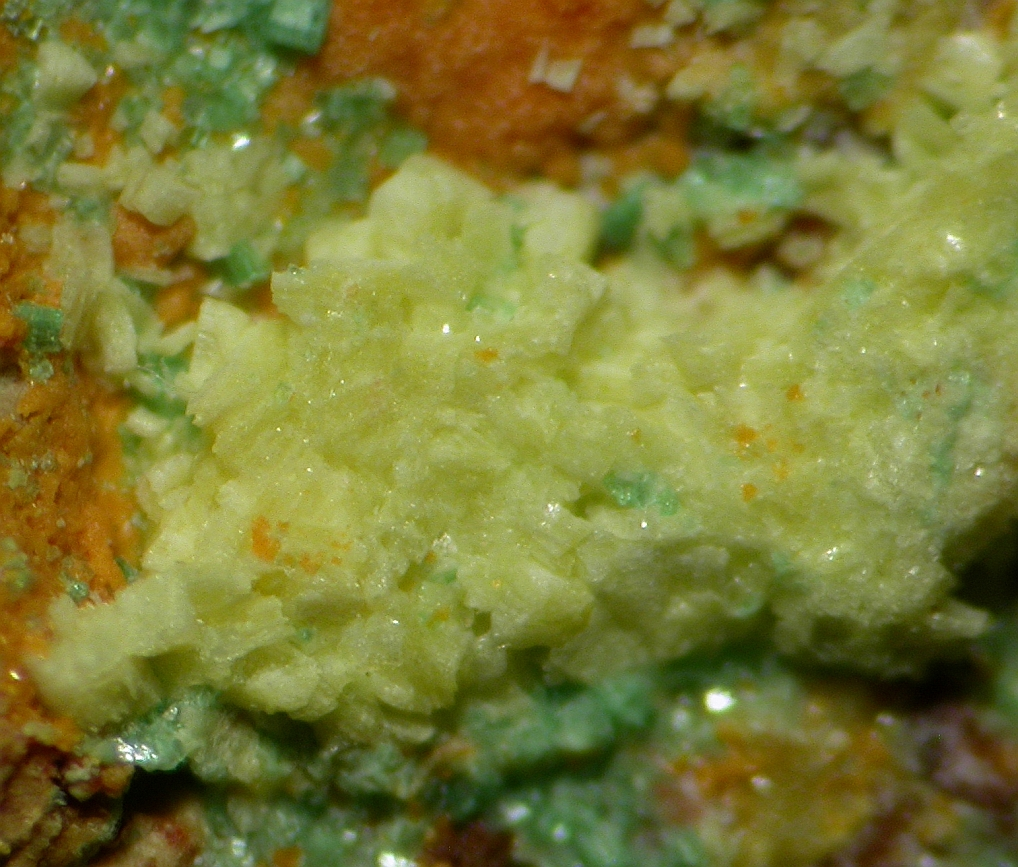
Trögerit (hellgelb) mit etwas Zeunerit (grün) aus dem Walpurgis Flacher, Grube Weißer Hirsch, Sichteld 4 mm

Erstmals entdeckt wurde das Mineral in der Grube Weißer Hirsch in Schneeberg im Erzgebirge (Sachsen) 1871 vom Bergbaubeamten Richard Tröger. Anschließend wurde es von Albin Weisbach beschrieben, der es nach Tröger benannte. Zusammen mit dem Trögerit entdeckte er auch das Mineral Walpurgin, benannt nach dem Walpurgis-Gang, in dem die Entdeckung innerhalb des Bergwerks gemacht wurde.

## Klassifikation
In der letztmalig 1977 überarbeiteten 8. Auflage der Mineralsystematik nach Strunz gehörte der Trögerit zur Mineralklasse der „Phosphate, Arsenate und Vanadate“ und dort zur Abteilung „Wasserhaltige Phosphate, Arsenate und Vanadate mit fremden Anionen“, wo er zusammen mit Abernathyit, Meta-Ankoleit, Meta-Autunit, Metabassetit (diskreditiert, da identisch mit Bassetit), Metaheinrichit, Metakahlerit, Metakirchheimerit, Metanatroautunit, Metanatrouranospinit, Metanováčekit, Metatorbernit, Metauranocircit, Metauranospinit, Metazeunerit, Sincosit die „Meta-Uranit-Reihe“ mit der Systemnummer VII/D.20b bildete.
In der zuletzt 2018 überarbeiteten Lapis-Systematik nach Stefan Weiß, die formal auf der alten Systematik von Karl Hugo Strunz in der 8. Auflage basiert, erhielt das Mineral die System- und Mineralnummer VII/E.01-010. Dies entspricht der neu definierten Abteilung „Uranyl-Phosphate/Arsenate und Uranyl-Vanadate mit [UO2]2+–[PO4]/[AsO4]3− und [UO2]2+–[V2O8]6−, mit isotypen Vanadaten (Sincositreihe)“, wo Trögerit zusammen mit Autunit, Fritzscheit, Heinrichit, Kahlerit, Natroautunit (diskreditiert), Nováčekit, Rauchit, Sabugalit, Saléeit, Torbernit, Uranocircit, Uranospinit und Zeunerit die „Autunitgruppe“ mit der Systemnummer VII/E.01 bildet.
Die von der International Mineralogical Association (IMA) zuletzt 2009 aktualisierte 9. Auflage der Strunz’schen Mineralsystematik ordnet den Trögerit in die Abteilung der „Uranylphosphate und Arsenate“ ein. Diese ist weiter unterteilt nach dem Stoffmengenverhältnis von Uranylkomplex zu Phosphat-, Arsenat- bzw. Vanadatkomplex, so dass das Mineral entsprechend seiner Zusammensetzung in der Unterabteilung „UO2 : RO4 = 1 : 1“ zu finden ist, wo es zusammen mit Abernathyit, Chernikovit, Meta-Ankoleit, Natrouranospinit, Uramarsit und Uramphit eine unbenannte Gruppe mit der Systemnummer 8.EB.15 bildet.
In der vorwiegend im englischen Sprachraum gebräuchlichen Systematik der Minerale nach Dana hat Trögerit die System- und Mineralnummer 40.02a.20.01. Auch dies entspricht der Klasse der „Phosphate, Arsenate und Vanadate“ und dort der Abteilung „Wasserhaltige Phosphate etc.“, wo das Mineral als einziges Mitglied in einer unbenannten Gruppe mit der Systemnummer 40.02a.20 innerhalb der Unterabteilung „Wasserhaltige Phosphate etc., mit A2+(B2+)2(XO4) × x(H2O), mit (UO2)2+“ zu finden ist.

## Kristallstruktur
Trögerit kristallisiert tetragonal in der Raumgruppe P4/nmm (Raumgruppen-Nr. 129) mit den Gitterparametern a = 7,16 Å und c = 8,80 Å sowie einer Formeleinheit pro Elementarzelle.

## Eigenschaften
Trögerit enthält chemisch gebundenes Arsen und Uran und ist somit hochgiftig und krebserregend. Durch seinen Urangehalt von bis zu 49,4 % ist das Mineral zudem radioaktiv. Unter Berücksichtigung der natürlichen Zerfallsreihen bzw. vorhandener Zerfallsprodukte wird die spezifische Aktivität mit 88,4 kBq/g angegeben (zum Vergleich: natürliches Kalium 31,2 Bq/g).
Unter UV-Licht fluoresziert das Mineral zitronengelb. Der Gehalt an Kristallwasser ist variabel und es kann reversibel abgegeben werden.

## Bildung und Fundorte

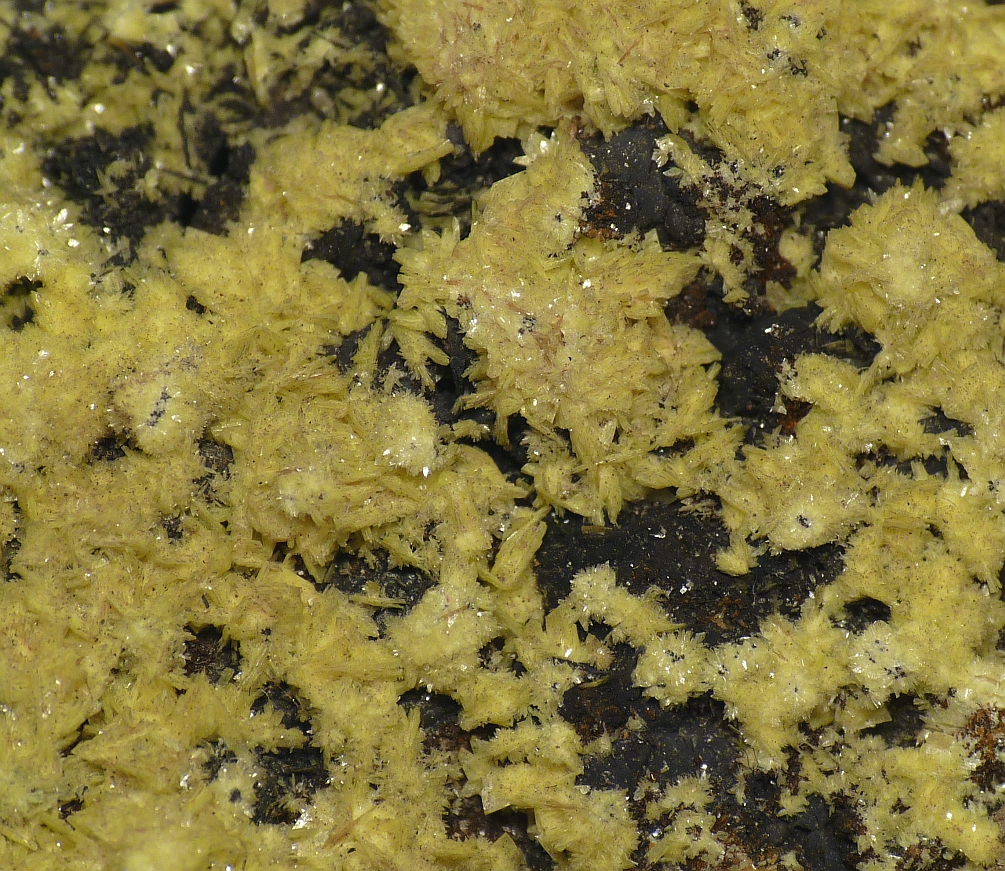
Trögerit aus Johanngeorgenstadt, Sachsen, Deutschland (Sichtfeld 2 cm), Gesamtgröße der Probe: 7 cm × 5 cm

Trögerit bildet sich als Sekundärmineral in der Oxidationszone einiger Uranlagerstätten. Es ist je nach Fundort vergesellschaftet mit Walpurgin, Uranospinit, Uranospathit, Asselbornit, Zeunerit, Uranosphärit und Erythrin in der Typlokalität oder Realgar, Auripigment, Skorodit, Mansfieldit, Natrouranospinit, Arseniosiderit, Metatorbernit, Metazeunerit, Uranophan, Arsenopyrit, Pyrit und Galenit am Alakol-See in Kasachstan.
Es sind nur eine geringe Anzahl von Fundorten des Trögerits bekannt (20, Stand Mai 2010). Neben der Typlokalität zählen dazu Sandon in British Columbia (Kanada), Příbram, Jáchymov, Harrachov und Javorník in Tschechien, Lodève in Frankreich, Johanngeorgenstadt und Ronneburg (Thüringen) in Deutschland, der Alakol-See in Kasachstan, Prakovce in der Slowakei sowie die US-Bundesstaaten Oregon, South Dakota und Wyoming.

## Vorsichtsmaßnahmen
Aufgrund der starken Radioaktivität und Toxizität sollten Mineralproben von Trögerit nur in staub- und strahlungsdichten Behältern, vor allem aber niemals in Wohn-, Schlaf- und Arbeitsräumen aufbewahrt werden. Ebenso sollte eine Aufnahme in den Körper (Inkorporation, Ingestion) auf jeden Fall verhindert und zur Sicherheit direkter Körperkontakt vermieden sowie beim Umgang mit dem Mineral Atemschutzmaske und Handschuhe getragen werden.